# Gymnelia ducei
Gymnelia ducei là một loài bướm đêm thuộc phân họ Arctiinae, họ Erebidae.